# Papilio acheron
Papilio acheron là một loài bướm thuộc họ Papilionidae. Nó là loài đặc hữu của Malaysia.

## Hình ảnh

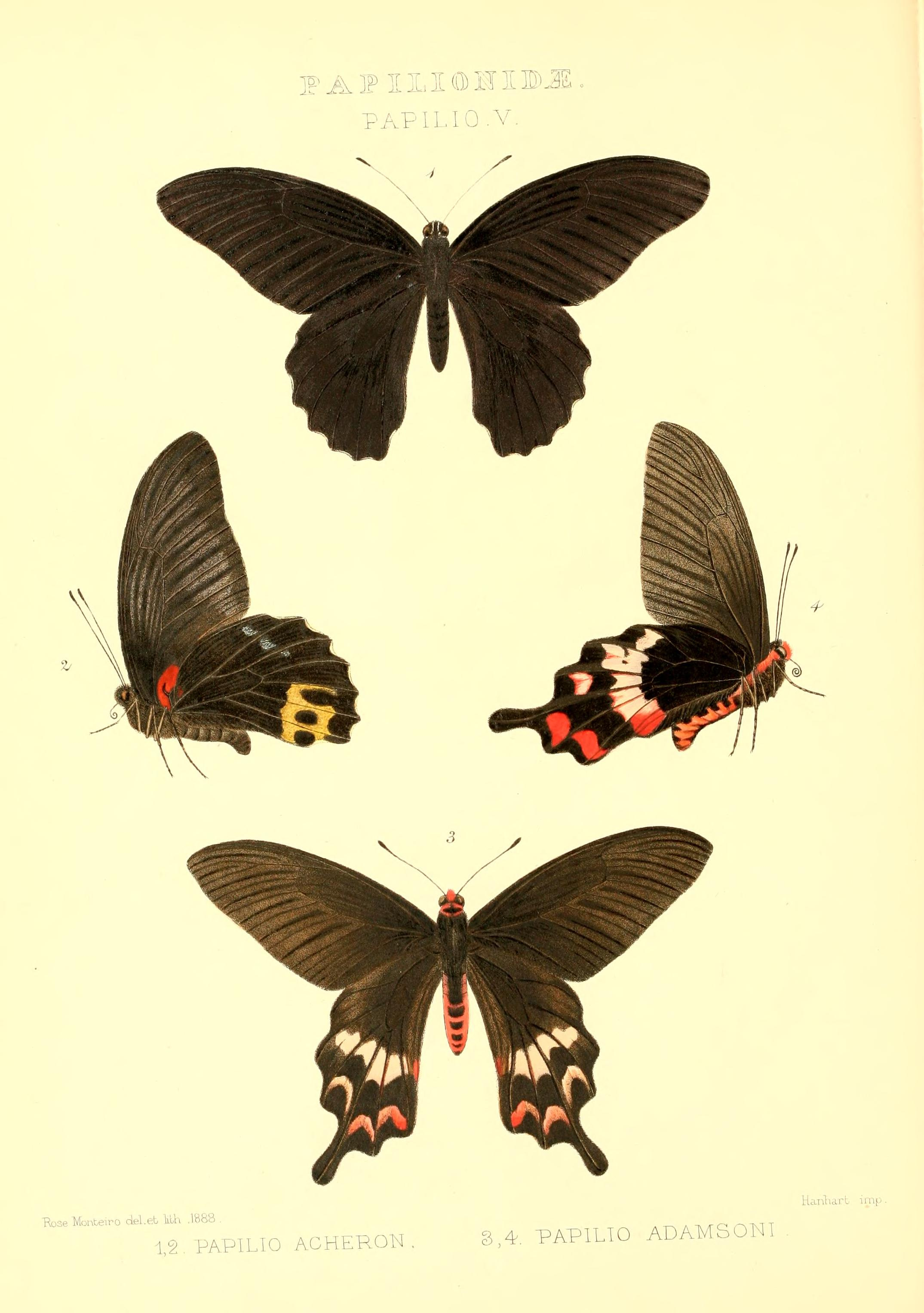
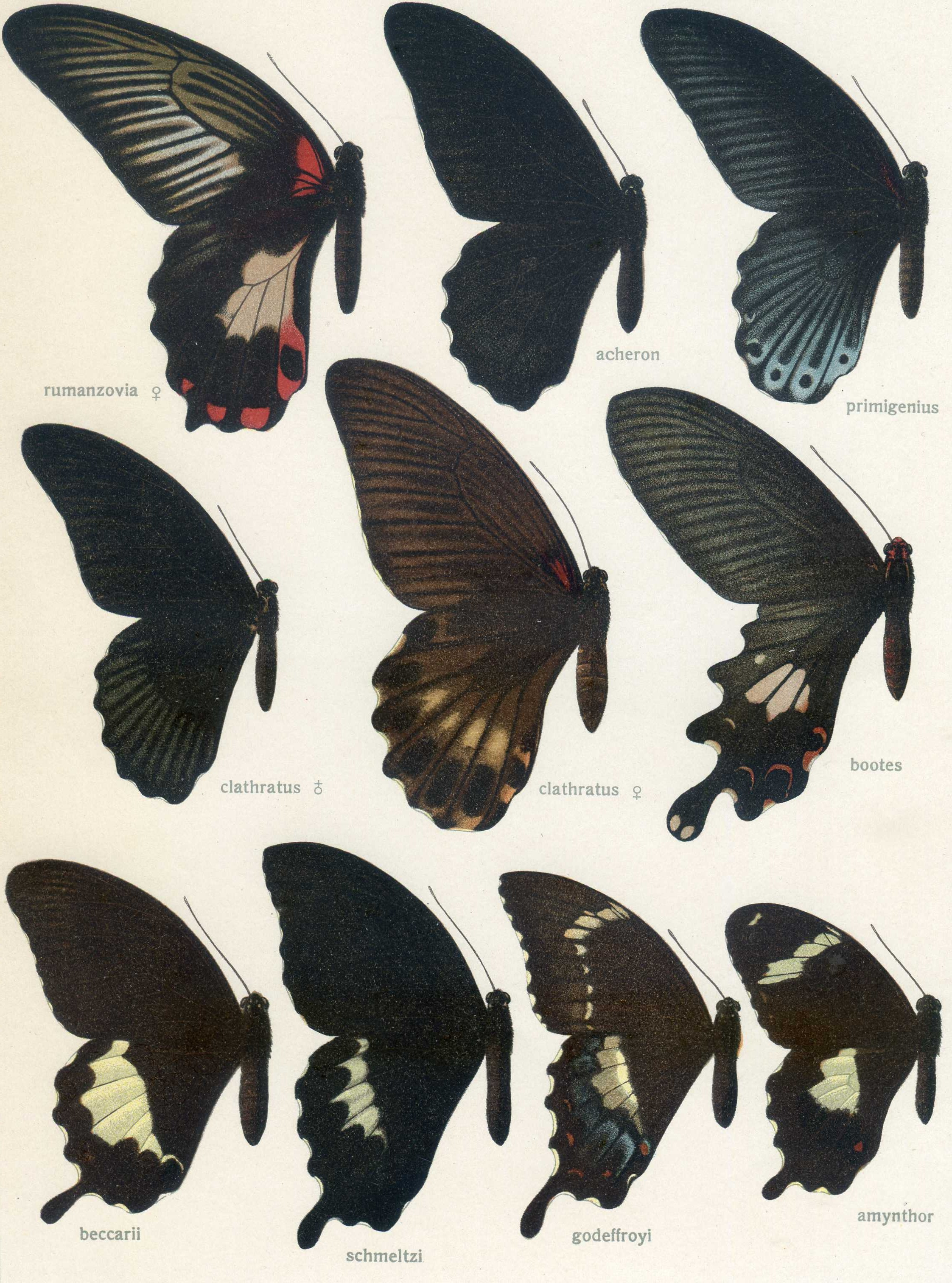